# Peterculter
Peterculter es una localidad situada en el concejo de Aberdeen, en Escocia (Reino Unido), con una población estimada a mediados de 2016 de 4570 habitantes.
Se encuentra ubicada al este de Escocia, cerca de la costa del mar del Norte.